# Prêmio de goleador internacional mais efetivo do ano pela IFFHS
O Prêmio de goleador internacional mais efetivo do ano pela IFFHS é uma premiação anual dada pela Federação Internacional de História e Estatísticas do Futebol (IFFHS) ao goleador internacional mais efetivo do ano.
Para fazer o cálculo, a entidade leva em conta para esta classificação apenas os gols marcados por Seleções e clubes em torneios internacionais, excluindo campeonatos e copas nacionais.[carece de fontes?] Em caso de empate, o vencedor é aquele que mais fez marcou pela Seleção principal (uma vez que gols pelas seleções de base e olímpicas também contam).

## Vencedores
| Temporada | Jogador                | Clube                             | Gols    | Gols  | Gols  | Fonte                                 |
| Temporada | Jogador                | Clube                             | Seleção | Clube | Total | Fonte                                 |
| --------- | ---------------------- | --------------------------------- | ------- | ----- | ----- | ------------------------------------- |
| 1991      | Jean-Pierre Papin      | Olympique Marseille               | 7       | 9     | 16    |                                       |
| 1992      | César Obando*          | Deportivo Motagua                 | 12      | 0     | 12    |                                       |
| 1992      | Dennis Bergkamp        | Ajax Amsterdam                    | 7       | 5     | 12    |                                       |
| 1992      | Raí                    | São Paulo                         | 6       | 6     | 12    |                                       |
| 1993      | Saeed Al-Owairan       | FC Riyadh                         | 15      | 3     | 18    |                                       |
| 1994      | Hristo Stoichkov       | Barcelona                         | 9       | 8     | 17    |                                       |
| 1995      | Jürgen Klinsmann       | Tottenham/Bayern                  | 6       | 11    | 17    |                                       |
| 1996      | Ali Daei               | Pirouzi Teheran / Al-Sadd Doha    | 22      | 0     | 22    |                                       |
| 1997      | Ronaldo                | Barcelona/Inter Milan             | 17      | 5     | 22    |                                       |
| 1998      | Jassem Al-Houwaidi     | SC Kuwait-City                    | 20      | 0     | 20    |                                       |
| 1999      | Raúl                   | Real Madrid                       | 10      | 4     | 14    |                                       |
| 2000      | Rivaldo                | Barcelona                         | 8       | 13    | 21    |                                       |
| 2001      | Hani Al-Dhabit         | Dhofar Club Salalah               | 22      | 0     | 22    |                                       |
| 2002      | Ruud Van Nistelrooy    | Manchester United                 | 1       | 13    | 14    |                                       |
| 2003      | Thierry Henry          | Arsenal                           | 11      | 4     | 15    |                                       |
| 2004      | Ali Daei               | Pirouzi FC Teheran / Saba Teheran | 17      | 0     | 17    |                                       |
| 2005      | Adriano                | Inter Milan                       | 10      | 8     | 18    |                                       |
| 2006      | Humberto Suazo         | CSD Colo Colo Santiago            | 4       | 13    | 17    |                                       |
| 2007      | Tresor M’putu Mabi     | Congo Dr                          | 19      | 1     | 20    | soccerlens.com                        |
| 2008      | Leandson Dias da Silva | SC Manama                         | 0       | 19    | 19    | gulfweekly.com/ / gulf-daily-news.com |
| 2009      | Shinji Okazaki*        | FC Shizuoka                       | 15      | 0     | 15    | futbol.as.com                         |
| 2009      | Didier Drogba          | Chelsea                           | 8       | 7     | 15    | chelsea.co.uk                         |
| 2009      | Abdelmalek Ziaya       | Entente Sportive de Sétif         | 0       | 15    | 15    | futbol.as.com / chelsea.co.uk         |
| 2010      | Bader Al-Mutawa        | SC Kuwait City                    | 10      | 5     | 15    |                                       |
| 2011      | Lionel Messi           | Barcelona                         |         |       | 19    | [ 6 ]                                 |
| 2012      | Lionel Messi           | Barcelona                         | 12      | 13    | 25    | totalbarca.com                        |
| 2013      | Cristiano Ronaldo      | Real Madrid                       | 9       | 16    | 25    | [ 8 ]                                 |
| 2014      | Cristiano Ronaldo      | Real Madrid                       | 5       | 15    | 20    | [ 9 ]                                 |
| 2015      | Robert Lewandowski     | Bayern de Munique                 | 11      | 11    | 22    | [ 10 ]                                |
| 2016      | Cristiano Ronaldo      | Real Madrid                       | 13      | 11    | 24    | [ 11 ]                                |
| 2017      | Cristiano Ronaldo      | Real Madrid                       | 11      | 21    | 32    | [ 12 ]                                |

- Nota - Em 1992, e em 2009, houve um empate. A IFFHS leva em conta, em caso de empate, mais gols marcados pela seleção principal.[1] Assim, em 1992, o hondurenho César Obando foi o vencedor.[carece de fontes?] Já em 2009, o vencedor foi o japonês Shinji Okazaki.[1]